# 肯尼思·克拉特鮑
肯尼思·克拉特鮑（Kenneth C. Clatterbaugh ），美国哲学家。他曾任华盛顿大学哲学系主任十五年。2012年退休。克拉特鮑關注现代哲学、社会哲学、性别研究和宗教哲学。代表作品有《男性氣概的當代觀點》（Contemporary perspectives on masculinity,1997）等。
他获得了博士学位。1967年从印第安那大学毕业。

## 男性氣概的當代觀點
克拉特鮑將1990年代美國男性關於男性氣概及性別的觀點分成8種：保守、擁女主義、男權、神話創作、社會主義、男同志派、黑人派以及福音派的觀點。

### 保守
保守派相信傳統的性別角色與男子氣概。基於維護傳統的理由，如傳統認為男性應表現陽剛，故認為男子氣概應如此，是傳統保守派觀點；基於生理差異觀點，如男性在體能上較女性強，故認為男性表現陽剛是理所當然，稱生物保守派觀點。

### 擁女主義
擁女主義男性，是同情或支持女性主義的男性。擁女主義，承襲女性主義觀點，主張男性是父權的受益者的同時，也是傳統父權的受害者。因此，擁女主義者主張男性應拋棄自身特權，實現平等。

### 男權
男權支持者承繼女性主義對性別的分析。與擁女主義者不同，男權觀點主張男性自古以來就不是父權紅利的受益者，故不同意女性主義的主張。

### 神話創作
榮格認為當代男性遭遇的男子氣概問題，是男孩無法透過「成年禮」轉變成男人的問題。榮格運用神話觀點或精神分析觀點來處理男子氣概問題。承襲或發揚榮格看法的男子氣概觀點，克拉特鮑劃為神話創作觀點。

### 社會主義
基於社會主義的男子氣概觀點。

### 男同志
基於同性戀經驗的男子氣概觀點。

### 黑人的
基於非裔美國人經驗的男子氣概觀點

### 福音派
福音派教會在1990年代末復甦。教會將理想的男性形象刻劃成守約者，認為男性透過恪守信仰，扮演好尊重女性的男性及一家之主，能夠解決因男子氣概帶來的焦慮問題。克拉特鮑指出，伴隨著福音派復甦，保守主義亦在美國回歸。

## 作品
- 男性氣概的當代觀點（Contemporary perspectives on masculinity,1997）